# Fuel 2000
Pour les articles homonymes, voir Fuel.
Fuel 2000 est un  label discographique américain, spécialisé notamment en réédition d'album de jazz.

## Histoire
Le label de musique est fondé en 1994 et publie principalement des enregistrements de groupes dans les genres classic rock, blues, swing, jazz et gospel. Au fil du temps, le label acquiert lui-même 20 000 bandes master ou obtient une licence à long terme. En 2015, les actifs de Fuel eux-mêmes sont acquis par la société IP Investment Fund 43 North.

## Groupes et artistes
- Albert King
- Asia
- Bill Wyman's Rhythm Kings
- Buddy Guy
- Creedence Clearwater Revisited
- Culture Club
- Deep Purple
- Death in Vegas
- Django Reinhardt
- Edgar Winter
- Édith Piaf
- Five Blind Boys of Mississippi
- Fleetwood Mac
- Frank Frost
- Hawkwind
- Ian Anderson
- Ian Hunter
- Ike and Tina Turner
- Jeff Beck and the Yardbirds
- Jefferson Starship
- Jethro Tull
- John Lee Hooker
- John McLaughlin
- Julian Lennon
- Leadbelly
- Lowell Fulson
- Marianne Faithfull
- Mississippi Fred McDowell
- Otis Rush
- Ten Years After
- The Archies
- The Moody Blues
- The Rembrandts
- The Zombies
- Thelonious Monk
- Townes Van Zandt
- Screamin' Jay Hawkins
- Sheena Easton
- Shirley Bassey
- Small Faces
- Son House
- UK Subs
- Vanilla Fudge
- Y & T